# Leopold II. Toskánský

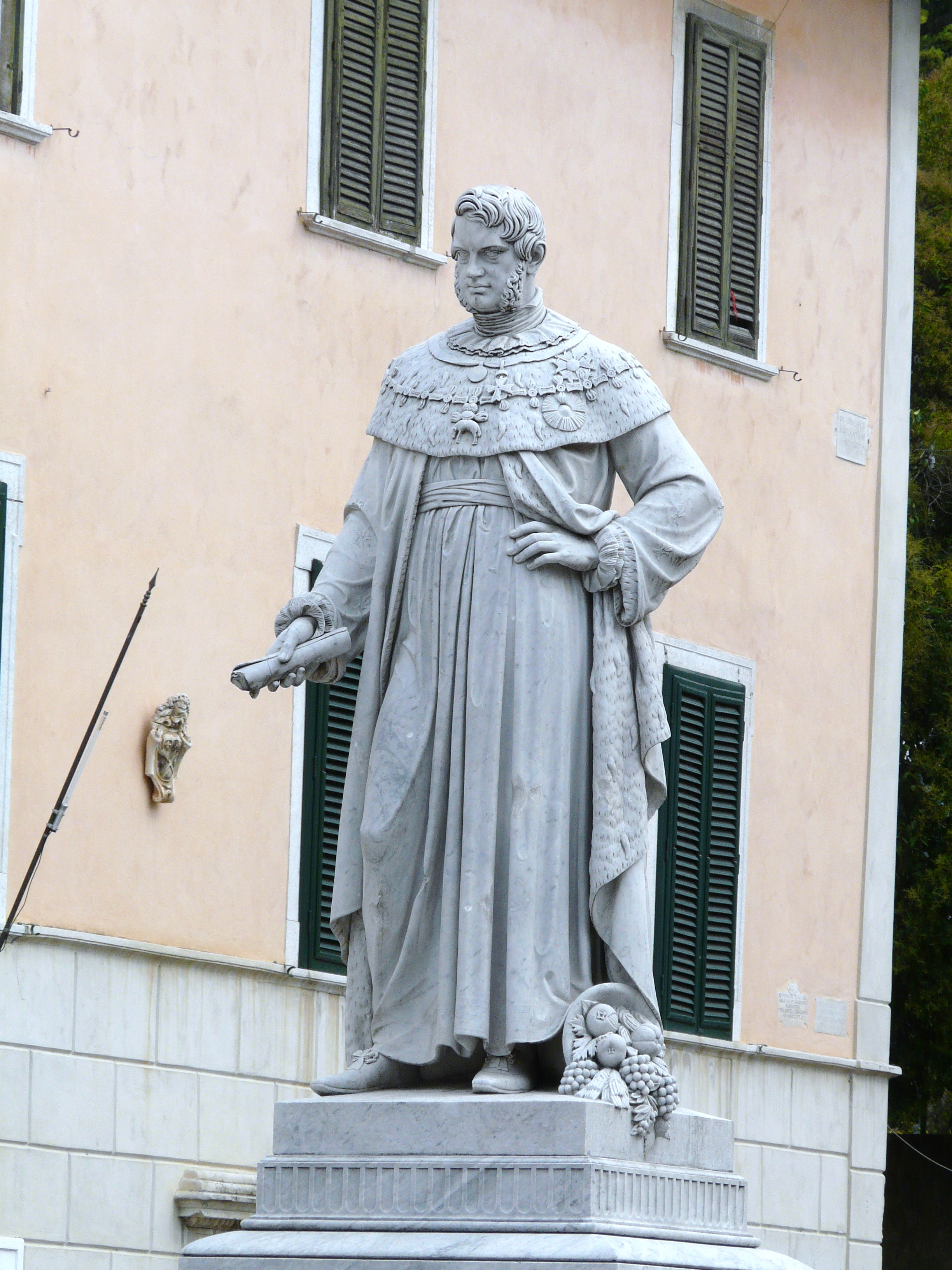
Pomník Leopolda II., Pietrasanta (Toskánsko)

Leopold II. Toskánský (3. října 1797, Florencie – 29. ledna 1870, Řím) byl rakouský arcivévoda a toskánský velkovévoda v letech 1824–1859, pocházející z vedlejší toskánské linie Habsbursko-Lotrinské dynastie.

## Původ
Jeho rodiči byli Ferdinand III. Toskánský a jeho první manželka a zároveň oboustranná sestřenice Luisa Marie Amélie Tereza Neapolsko-Sicilská. Mládí strávil ve Vídni, Salcburku a Würzburgu. Měl dvě mladší sestry, ze kterých se jedna stala sardinsko-piemontskou královnou.

## Velkovévoda
Velkovévodou se stal ve svých 27 letech, po předčasné smrti Ferdinanda III. Zajímal se o půdu a o její zlepšování, podporoval stavby silnic a přispěl ke zlepšení hospodářsko-sociální úrovně v zemi. Byl velkým odpůrcem liberalismu, přesto však musel postoupit několika ústupkům v podobě svobodného tisku, povolení občanské gardy nebo zavedení ústavy v parlamentu.
V roce 1848 po vypuknutí první italské války za nezávislost, uprchl Leopold do San Stefana a poté do Gaety. Díky vojenskému zásahu císaře Františka Josefa, který se prodloužil na dlouhých sedm let, se mohl Leopold vrátit zpět do země. Mezi občany však začala vůči panovníkovi narůstat nesympatie, kterou chtěl Leopold potlačit zrušením ústavy a pokusem o autoritativní politiku. Tento stav si vynutil v roce 1859 v další válku za nezávislost, jež Leopolda donutila utéct z Florencie.
Po Leopoldově abdikaci roku 1859, se jeho nástupcem stal prvorozený syn z druhého manželství Ferdinand IV. Toskánský. Leopold poté žil na zámcích v Brandýse nad Labem a Ostrově nad Ohří, kde působil mj. jako starosta.

## Majetek v Čechách
Leopold II, velkokníže Toskánský je uváděn roku 1848 jako majitel Panství Zákupy a panství Police na Českolipsku. Krátce poté byla panství v Rakousko-Uhersku zrušena. . V testamentu z roku 1870 rozdělil svůj nemovitý i movitý majetek mezi své děti

## Potomci
16. listopadu 1817 se oženil s Marii Annou Saskou (1799–1832). Měli spolu čtyři dcery:
- 1. Karolína Augusta (19. 11. 1822 Florencie – 5. 10. 1841 tamtéž), rakouská arcivévodkyně a toskánská princezna
- 2. Augusta Ferdinanda (1. 4. 1825 Florencie – 26. 4. 1864 Mnichov), rakouská arcivévodkyně a toskánská princezna
  - ⚭ 1844 Luitpold Bavorský (12. 3. 1821 Würzburg – 12. 12. 1912 Mnichov), regent bavorského království v letech 1886 až 1912 za své synovce Ludvíka II. a Otu, kteří byli neschopní vykonávat pozici králů vzhledem ke svému duševnímu stavu
- 3. Marie Maximiliana (9. 1. 1827 Florencie – 18. 5. 1834 tamtéž), rakouská arcivévodkyně a toskánská princezna
- 4. Marie Jozefa (1. 5. 1828 Florencie – 1. 5. 1836 tamtéž), rakouská arcivévodkyně a toskánská princezna

7. června 1833 se oženil s Marii Antonii Neapolsko-Sicilskou (1814–1898). Narodilo se jim deset dětí:
- 5. Marie Izabela Toskánská (21. 5. 1834 Florencie – 14. 7. 1901 Bürgenstock)
  - ⚭ 1850 František Neapolsko-Sicilský (13. 8. 1827 Neapol – 24. 9. 1892 Paříž), hrabě z Trapani
- 6. Ferdinand IV. Toskánský (10. 6. 1835 Florencie – 17. 1. 1908 Salcburk), rakouský arcivévoda, toskánský velkovévoda 1859–1860, po roce 1860 pouze titulární velkovévoda
  - I. ⚭ 1856 princezna Anna Marie Saská (4. 1. 1836 Drážďany – 10. 2. 1859 Neapol)
  - II. ⚭ 1868 Alice Bourbonsko-Parmská (27. 12. 1849 Parma – 16. 1. 1935 Schwertberg, Horní Rakousy)
- 7. Marie Tereza Toskánská (29. 6. 1836 Florencie – 5. 8. 1838 tamtéž)
- 8. Marie Kristýna Toskánská (5. 2. 1838 Florencie – 1. 9. 1849 tamtéž)
- 9. Karel Salvátor Rakousko-Toskánský (30. 4. 1839 Florencie – 18. 1. 1892 Vídeň), polní podmaršálek, vynálezce vojenských zbraní
  - ⚭ 1861 Marie Imakuláta Neapolsko-Sicilská (14. 4. 1844 Neapol – 18. 2. 1899 Vídeň)
- 10. Marie Anna Toskánská (9. 6. 1840 Florencie – 13. 8. 1841 tamtéž)
- 11. Rainer Toskánský (1. 5. 1842 Florencie – 14. 8. 1844 tamtéž)
- 12. Marie Luisa Toskánská (31. 10. 1845 Florencie – 27. 8. 1917 Hanau)
  - ⚭ 1865 kníže Karel Isenburg-Büdingen (29. 7. 1838 Birstein – 2. 4. 1899 Ostrov)
- 13. Ludvík Salvátor Toskánský (4. 8. 1847 Florencie – 12. 10. 1915 Brandýs nad Labem), přírodovědec, etnograf, zemřel svobodný, ale prevděpodobně měl nelegitimní potomky
- 14. Jan Salvátor Toskánský (25. 11. 1852 Florencie – asi 1890,? roku 1911 prohlášen za mrtvého), roku 1889 se vzdal svých titulů a vystoupil z habsburského domu, zmizel při plavbě se svou ženou poblíž mysu Horn
  - ⚭ 1889 Ludmilla "Milli" Stubel (11. 9. 1852 Vídeň – 1890)[3] baletka, morganatické manželství

## Rodokmen Toskánské větve Habsbursko-Lotrinské dynastie
- Ferdinand III.
  - Leopold II. Toskánský
    - Ferdinand IV.
      - Josef Ferdinand
      - Petr Ferdinand
        - Jiří
          - Leopold František
            - Zikmund

## Vývod z předků
|                         |                                              |  |                    |                                             |  |  |  |  |  |  |  | Leopold Josef Lotrinský |
|                         |                                              |  |                    |                                             |  |  |  |  |  |  |  |                         |
|                         | František I. Štěpán Lotrinský                |  |                    |                                             |  |  |  |  |  |  |  |                         |
|                         |                                              |  |                    |                                             |  |  |  |  |  |  |  |                         |
|                         |                                              |  |                    | Alžběta Charlotta Orléanská                 |  |  |  |  |  |  |  |                         |
|                         |                                              |  |                    |                                             |  |  |  |  |  |  |  |                         |
|                         | Leopold II.                                  |  |                    |                                             |  |  |  |  |  |  |  |                         |
|                         |                                              |  |                    |                                             |  |  |  |  |  |  |  |                         |
|                         |                                              |  |                    | Karel VI.                                   |  |  |  |  |  |  |  |                         |
|                         |                                              |  |                    |                                             |  |  |  |  |  |  |  |                         |
|                         | Marie Terezie                                |  |                    |                                             |  |  |  |  |  |  |  |                         |
|                         |                                              |  |                    |                                             |  |  |  |  |  |  |  |                         |
|                         |                                              |  |                    | Alžběta Kristýna Brunšvicko-Wolfenbüttelská |  |  |  |  |  |  |  |                         |
|                         |                                              |  |                    |                                             |  |  |  |  |  |  |  |                         |
|                         | Ferdinand III. Toskánský                     |  |                    |                                             |  |  |  |  |  |  |  |                         |
|                         |                                              |  |                    |                                             |  |  |  |  |  |  |  |                         |
|                         |                                              |  |                    | Filip V. Španělský                          |  |  |  |  |  |  |  |                         |
|                         |                                              |  |                    |                                             |  |  |  |  |  |  |  |                         |
|                         | Karel III. Španělský                         |  |                    |                                             |  |  |  |  |  |  |  |                         |
|                         |                                              |  |                    |                                             |  |  |  |  |  |  |  |                         |
|                         |                                              |  |                    | Isabela Farnese                             |  |  |  |  |  |  |  |                         |
|                         |                                              |  |                    |                                             |  |  |  |  |  |  |  |                         |
|                         | Marie Ludovika Španělská                     |  |                    |                                             |  |  |  |  |  |  |  |                         |
|                         |                                              |  |                    |                                             |  |  |  |  |  |  |  |                         |
|                         |                                              |  |                    | August III. Polský                          |  |  |  |  |  |  |  |                         |
|                         |                                              |  |                    |                                             |  |  |  |  |  |  |  |                         |
|                         | Marie Amálie Saská                           |  |                    |                                             |  |  |  |  |  |  |  |                         |
|                         |                                              |  |                    |                                             |  |  |  |  |  |  |  |                         |
|                         |                                              |  |                    | Marie Josefa Habsburská                     |  |  |  |  |  |  |  |                         |
|                         |                                              |  |                    |                                             |  |  |  |  |  |  |  |                         |
| 'Leopold II. Toskánský' |                                              |  |                    |                                             |  |  |  |  |  |  |  |                         |
|                         |                                              |  |                    |                                             |  |  |  |  |  |  |  |                         |
|                         |                                              |  | Filip V. Španělský |                                             |  |  |  |  |  |  |  |                         |
|                         |                                              |  |                    |                                             |  |  |  |  |  |  |  |                         |
|                         | Karel III. Španělský                         |  |                    |                                             |  |  |  |  |  |  |  |                         |
|                         |                                              |  |                    |                                             |  |  |  |  |  |  |  |                         |
|                         |                                              |  |                    | Isabela Farnese                             |  |  |  |  |  |  |  |                         |
|                         |                                              |  |                    |                                             |  |  |  |  |  |  |  |                         |
|                         | Ferdinand I. Neapolsko-Sicilský              |  |                    |                                             |  |  |  |  |  |  |  |                         |
|                         |                                              |  |                    |                                             |  |  |  |  |  |  |  |                         |
|                         |                                              |  |                    | August III. Polský                          |  |  |  |  |  |  |  |                         |
|                         |                                              |  |                    |                                             |  |  |  |  |  |  |  |                         |
|                         | Marie Amálie Saská                           |  |                    |                                             |  |  |  |  |  |  |  |                         |
|                         |                                              |  |                    |                                             |  |  |  |  |  |  |  |                         |
|                         |                                              |  |                    | Marie Josefa Habsburská                     |  |  |  |  |  |  |  |                         |
|                         |                                              |  |                    |                                             |  |  |  |  |  |  |  |                         |
|                         | Luisa Marie Amélie Tereza Neapolsko-Sicilská |  |                    |                                             |  |  |  |  |  |  |  |                         |
|                         |                                              |  |                    |                                             |  |  |  |  |  |  |  |                         |
|                         |                                              |  |                    | Leopold Josef Lotrinský                     |  |  |  |  |  |  |  |                         |
|                         |                                              |  |                    |                                             |  |  |  |  |  |  |  |                         |
|                         | František I. Štěpán Lotrinský                |  |                    |                                             |  |  |  |  |  |  |  |                         |
|                         |                                              |  |                    |                                             |  |  |  |  |  |  |  |                         |
|                         |                                              |  |                    | Alžběta Charlotta Orléanská                 |  |  |  |  |  |  |  |                         |
|                         |                                              |  |                    |                                             |  |  |  |  |  |  |  |                         |
|                         | Marie Karolína Habsbursko-Lotrinská          |  |                    |                                             |  |  |  |  |  |  |  |                         |
|                         |                                              |  |                    |                                             |  |  |  |  |  |  |  |                         |
|                         |                                              |  |                    | Karel VI.                                   |  |  |  |  |  |  |  |                         |
|                         |                                              |  |                    |                                             |  |  |  |  |  |  |  |                         |
|                         | Marie Terezie                                |  |                    |                                             |  |  |  |  |  |  |  |                         |
|                         |                                              |  |                    |                                             |  |  |  |  |  |  |  |                         |
|                         |                                              |  |                    | Alžběta Kristýna Brunšvicko-Wolfenbüttelská |  |  |  |  |  |  |  |                         |
|                         |                                              |  |                    |                                             |  |  |  |  |  |  |  |                         |